# Keine ruhige Minute
Keine ruhige Minute ist das neunte deutsche Studioalbum des deutschen Liedermachers Reinhard Mey und erschien 1979 bei Intercord.

## Inhalt
Reinhard Mey verarbeitet erlebte Dinge in den Liedern Happy Birthday to Me, Dieter Malinek, Ulla und ich, ein Lied über eine Jugendliebe, und Zeugnistag, in dem Eltern geehrt werden, die sich vor ihren Sohn stellen gegen äußere Angriffe.
Das Thema „Kinder“ bleibt, nachdem es auf dem vorherigen deutschen Studioalbum Menschenjunges bereits in den Fokus rückte, eine wichtige Quelle für neue Lieder. Auf Keine ruhige Minute handelt das gleichnamige Lied von dem anstrengenden, aber beglückenden Erleben eines frischen Vaters. Alles ist gut ist ein Wiegenlied.
Wie immer seit dem ersten deutschen Studioalbum sind auch auf diesem Album Liebeslieder zu finden. Es handelt sich um Von Kammerjägern, Klarsichthüllen, von dir und von mir und Was weiß ich schon von dir?.
Nachdenkliche Lieder sind Erinnerungen, ein Lied, das die Veränderlichkeit der Welt der Dauerhaftigkeit von Erinnerungen gegenüberstellt, Von Luftschlössern, die zerbrochen sind, das vom Scheitern und Neuanfangen erzählt, und das Abschiedslied Ab heut’ und ab hier, in dem von einer Trennung und deren Verarbeitungsüberlegungen erzählt wird.
Schließlich finden sich auch satirische Lieder auf dem Album: Dr. Nahtlos, Dr. Sägeberg und Dr. Hein parodiert das Medizinsystem, das Menschen eher krank als gesund diagnostiziert, und Daddy Blue beschreibt, wie die Schlagerindustrie Pseudostars aufbaut und bei Nichterfolg fallen lässt.

## Titelliste
1. Happy Birthday to Me – 5:11
2. Dieter Malinek, Ulla und ich – 3:50
3. Dr. Nahtlos, Dr. Sägeberg und Dr. Hein – 4:47
4. Von Kammerjägern, Klarsichthüllen, von dir und von mir – 2:27
5. Zeugnistag – 4:19
6. Alles ist gut – 3:33
7. Keine ruhige Minute – 2:27
8. Erinnerungen – 3:23
9. Daddy Blue – 5:08
10. Von Luftschlössern, die zerbrochen sind – 3:18
11. Was weiß ich schon von dir? – 3:11
12. Ab heut’ und ab hier – 3:01